# Zoë Heller
Zoë Kate Hines Heller (St Pancras, 7 luglio 1965) è una scrittrice e giornalista britannica.

## Biografia
Nata a St Pancras, a nord di Londra, è la più giovane di quattro figli di Caroline (nata Carter) e Lukas Heller, uno sceneggiatore di successo; i suoi genitori si separarono quando aveva cinque anni. Suo padre era un immigrato ebreo tedesco e sua madre inglese e quacchera.
Nipote di Hermann Heller e sorella di Bruno Heller, Zoë ha studiato al St Anne's College e alla Columbia University.
Dagli anni 90 è stata giornalista per The Independent, Vanity Fair e New Yorker. Grazie al suo lavoro per The Daily Telegraph, ha vinto un Press Award nel 2002. Nel 1999 è stato pubblicato il suo primo libro Everything You Know, ma ha raggiunto maggiore attenzione con Notes on a Scandal quattro anni più tardi: il romanzo è stato acclamato dalla critica e selezionato per il Booker Prize, venendo adattato in un film omonimo nel 2006 con protagoniste Judi Dench e Cate Blanchett. Il The Guardian l'ha definito il 70º miglior libro del ventunesimo secolo. Nel 2008 è uscito The Believers, che è stato candidato all'International IMPAC Dublin Literary Award.

## Vita privata
Nel 2006, ha sposato lo sceneggiatore Lawrence Konner;  la coppia si è separata nel 2010.  Heller vive a New York con le sue due figlie, Lula e Frankie.

## Opere
- (EN) Everything you Know, Vintage Canada, ISBN 9780676978704.
- (EN) What Was She Thinking? [Notes on a Scandal], Picador, ISBN 9780312421991.
- (EN) The Believers, Fig Tree, 2008, ISBN 9780670916122.

## Filmografia

### Soggetto
- Diario di uno scandalo (Notes on a Scandal), regia di Richard Eyre (2006)

### Sceneggiatrice
- Bella e accessibile (Twenty-One), regia di Don Boyd (1991)